# Olympiakós (football)
Maillots
Actualités
L’Olympiakós FC Le Pirée (en grec : Ολυμπιακός Σύνδεσμος Φιλάθλων Πειραιώς - Olympiakós Sýndesmos Filáthlon Pireós) est un club grec omnisports basé au Pirée et comprenant une section football de premier plan. Cet article concerne cette section football ; voir Olympiakós (basket-ball) pour la section basket-ball, Olympiakos (volley-ball) pour la section volley-ball et Olympiakós (water-polo) pour la section water-polo.
L'équipe de football est souvent appelée familièrement Thrylos (« Légende » en grec).
Ses supporters se recrutent traditionnellement dans la classe ouvrière, au Pirée et dans les îles (d'où sa rivalité classique avec le Panathinaïkós, considéré comme le club des classes aisées d'Athènes).
L'Olympiakos est considéré comme le plus grand club de football en Grèce et est l'un des 3 clubs grecs à n'être jamais descendu à l'échelon inférieur.
C'est aussi le club de football grec le plus titré avec 48 titres de champion de Grèce, 29 Coupes de Grèce et 4 Supercoupes de Grèce ; c'est actuellement la seule équipe grecque à avoir gagné un trophée européen avec une victoire en Ligue Europa Conférence
En 1981, 21 de ses fans sont morts écrasés dans le stade à la suite d'un mouvement de foule dans l'escalier de la Porte 7 (Gate 7, θύρα 7) restée fermée par erreur. Cette tragédie est commémorée chaque année et les supporters y font très souvent allusion.

## Histoire

### Premières années

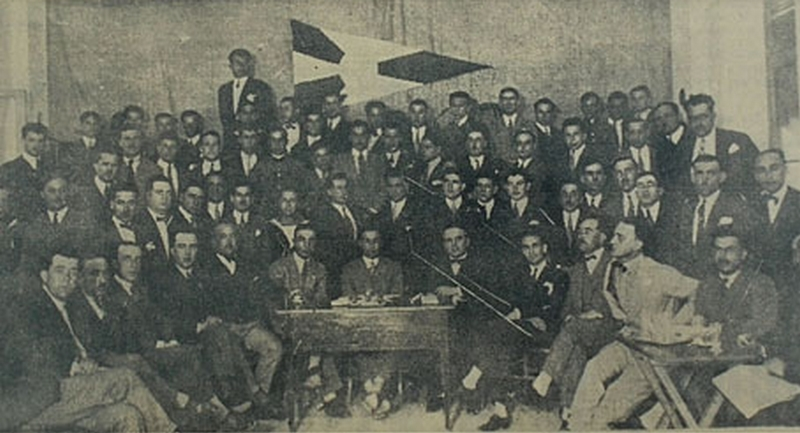
Fondateurs de l'Olympiakós

L'Olympiakós est fondé le 10 mars 1925 lors d'une assemblée historique au port du Pirée durant laquelle les membres du "Piraikos Podosfairokos Omilos FC" (Club de sport et de football du Pirée) et le "Piraeus Fans Cub FC" décident de dissoudre les deux clubs de la ville afin de créer une équipe unifiée.
Les frères Andrianopoulos, membres d'une famille prospère, font ensuite connaître le nom de l'Olympiakós dans toute la Grèce. Yiannis, Dinos, Giorgos et Vassilis sont les premiers joueurs de l'équipe.
En 1926, la Fédération Hellénique de Football est créée et organise le championnat panhellénique durant la saison 1927-1928. C'est le premier championnat national de football réunissant les équipes régionales de la ligue EPSA (Athènes), EPSP (Le Pirée) et EPSM (Thessaloniki).
En 1940, l'Olympiakós a déjà gagné six championnats en onze saisons. Vingt ans plus tard, ils en sont à quinze titres sur 23 exercices. De 1954 à 1959, le club remporte la Coupe de Grèce six fois consécutives.

### Nikos Goulandris (1972-1975)
Un nouveau chapitre s'ouvre pour l'Olympiakós en 1972, quand Nikos Goulandris devient président du club. Il choisit Lakis Petropoulos comme entraîneur et signe avec des joueurs tels que Giorgos Delikaris, Yves Triantafyllos, Julio Losada, Milton Viera, Michalis Kritikopoulos, Romain Argyroudis, Maik Galakos, Lakis Glekos, Kostas Davourlis, Giannis Kyrastas et Dimitris Persidis.
Sous la présidence de Goulandris, l'Olympiakós remporte trois fois la ligue grecque de 1973 à 1975 et deux fois la Coupe nationale en 1973 et 1975. Durant la saison 1973-1974, le club gagne le championnat avec un nombre record de points (59) et de buts marqués (102).

### Stávros Daifas (1979-1986 et 1992-1994)
Jusqu'au début des années 1980, après la résiliation de Nikos Goulandris, à qui succédera Kostas Thanopoulos (1975-1978), Periklis Lanaras (1975) et Iraklis Tsitsalis (1978-1979), le club de football traverse une période durant laquelle les succès se font plus rares. Il faut attendre 1980 et l'arrivée à la présidence du club de Stavros Daifas pour voir le club reprendre des couleurs. Le championnat grec est alors devenu professionnel et l'Olympiakós remporte quatre titres consécutifs, de 1980 à 1983. Les joueurs clés de cette période sont Níkos Anastópoulos, Tasos Mitropoulos et le gardien de but Nikos Sarganis. Alketas Panagoulias, qui a également été sélectionneur des équipes nationales grecque et américaine, entraîne alors l'équipe de 1981 à 1983 puis de 1986 à 1987.

### Sokrátis Kókkalis (1993-2010)
De 1987 au milieu des années 1990, l'Olympiakós connaît sa plus mauvaise période en termes de résultats. La saison 1987-1988 sera même la pire que le club ait jouée depuis sa création, terminant 8e du classement. Le club est alors dirigé par George Koskotas, un homme d'affaires grec qui sera accusé de détournement de fonds et condamné, laissant l'Olympiakós profondément endetté. Se succéderont ensuite à la présidence Argiris Saliarelis et Giorgos Banasakis qui ne parviendront pas à redresser la barre.
En 1993, Sokratis Kokkalis prend les rênes et recrute plusieurs joueurs de renommée internationale : Zlatko Zahovic, Giovanni ou encore Christian Karembeu. Le club remporte le championnat sept fois de suite, battant ainsi son propre record de six titres consécutifs. La meilleure saison est celle de 1998-1999 : emmené par Dusan Bajevic, il célèbre un doublé et se qualifie pour les quarts de finale de la Ligue des champions.
De 1999 à 2004, huit entraîneurs se succèdent sur le banc de l'Olympiakós, les plus connus étant Ioannis Matzourakis, Takis Lemonis, Trond Sollied, Oleg Protasov et Sinisa Gogic.
En 2007, l'Olympiakós casse sa tirelire pour engager notamment Darko Kovačević et Luciano Galletti. Le club réalise alors le transfert le plus lucratif de l'histoire du football grec en vendant le milieu de terrain Nery Castillo à un club ukrainien pour la somme record de vingt millions d'euros (soit 27,5 millions de dollars). Grâce à une clause de son contrat, le joueur empochera cinq millions de cette somme tandis que l'Olympiakós touchera les quinze autres.
Le club recrute l'ancienne légende de football brésilienne Zico en tant qu'entraîneur durant l'été 2009 et entame bien la saison qui suit. Malgré les blessures de plusieurs cadres, l'Olympiakós se qualifie pour les 16e de finale de la Ligue des champions, finissant deuxième de son groupe, seulement trois points derrière Arsenal.

### Evángelos Marinákis
En 2010, Evangelos Marinakis, un célèbre magnat de la marine marchande, rachète l'équipe à Sokratis Kokkalis. Au cours de la première année de sa présidence, Marinakis nomme le favori des fans, Ernesto Valverde, comme entraîneur (il s'agit de son deuxième mandat dans le club) et recrute des joueurs de renommée internationale tels qu'Albert Riera, Ariel Ibagaza, Kevin Mirallas, Marko Pantelić et François Modesto. En conséquence, l’Olympiakós a remporté le titre grec pour la 38e fois de son histoire, treize points devant le Panathinaïkós, deuxième du classement.
Au cours de la saison 2011-12, la formation de l'équipe a été renforcée par des joueurs tels que Jean Makoun, Pablo Orbaiz, Iván Marcano, Rafik Djebbour et Djamel Abdoun, avec Ernesto Valverde comme entraîneur pour la deuxième saison consécutive. En Grèce, ils réalisent le 15e doublé championnat / coupe de l'histoire du club. Sur la scène européenne, l’Olympiakós connaît une solide campagne en Ligue des champions, dans le groupe F les opposant à Arsenal, au Borussia Dortmund et à Marseille. Malgré un beau bilan de neuf points, avec deux victoires décisives contre Arsenal et Dortmund à domicile (deux fois sur un score de 3-1) et un succès à l'extérieur contre Marseille (0-1), ils échouent à la troisième place à la suite de la défaite controversée de Dortmund contre l'O.M. (2–3) lors du sixième match, où les Phocéens inscrivent deux buts dans les cinq dernières minutes. L’Olympiakós est repêché en Ligue Europa où il est amené à jouer contre le Rubin Kazan. Les champions de Grèce éliminent l'équipe russe (deux victoires 1 à 0 à Kazan et au Pirée) puis affrontent le Metalist Kharkiv en huitième de finale. Ils remportent la première manche en Ukraine, David Fuster inscrivant le but victorieux (0–1), mais lors du retour, malgré une avance précoce et en raison d'une pléthore d’occasions manquées (ils ont touché le cadre deux fois), ils concèdent deux buts dans les neuf dernières minutes, laissant filer la qualification pour les quarts de finale.
À la fin de la saison, Ernesto Valverde annonce sa décision de retourner en Espagne, mettant ainsi fin à son deuxième passage réussi au Pirée. Le Portugais Leonardo Jardim sera le nouvel entraîneur. L’équipe tourne très bien en championnat et connaît une bonne campagne en Ligue des champions, avec à nouveau neuf points dans le groupe B, après des victoires contre Arsenal (2-1 à domicile) et Montpellier (1 à 2 à Montpellier, 3-1 au Pirée). Malgré des résultats relativement bons, Leonardo Jardim est remplacé par l'entraîneur espagnol et légende du Real Madrid, Míchel. L’équipe fête son 16e doublé domestique en remportant son 40e championnat de Grèce, 15 points devant le deuxième (le PAOK) et sa 26e Coupe de Grèce après une victoire 3-1 contre Asteras Tripolis en finale. Ce 40e titre offre à l'Olympiakós la quatrième étoile au sommet de l'emblème du club, ce qui était un objectif majeur pour le club et en particulier pour les supporters.
Au cours de la saison 2014-2015, l'Olympiakós entre dans la phase de groupes de la Ligue des champions avec l'espoir de répéter la performance de l'année précédente. Le tirage au sort lui réserve l'Atlético Madrid, la Juventus et Malmö FF. Il réalise une solide performance dans le groupe, réussissant à battre l’Atlético 3–2 et les futurs finalistes de la Juventus 1–0 au Karaiskakis Stadium. L’Olympiakós défait Malmö 4–2 à la maison mais en même temps, la Juve obtient le match nul contre l’Atlético en Italie, décrochant le point crucial dont elle avait besoin pour se qualifier. Si l'Olympiakós et les Bianconeri avaient terminé avec le même nombre de points, l'Olympiakós se serait qualifié en raison du meilleur score global (buts à l'extérieur) de leurs deux matches (1–0 Olympiakós au Pirée, 3–2 Juventus à Turin). La troisième place du groupe donne à Olympiakós le billet pour le prochain tour de la Ligue Europa, où ils sont éliminés par le Dnipro Dnipropetrovsk, également futur finaliste. Sur le plan intérieur, l’équipe a connu une saison très réussie, remportant son 17e doublé (en championnat, douze points d'avance sur le deuxième, le Panathinaïkós, et en Coupe, victoire 3-1 contre Skoda Xanthi lors de l'apothéose).
La saison 2016–17 s'avère plutôt tumultueuse pour le club, malgré la signature de joueurs clés tels que Oscar Cardozo, Tarik Elyounoussi, Alaixys Romao, Aly Cissokho et Marko Marin. Les principaux problèmes qui se posent sont l'élimination choc face à l'équipe israélienne Hapoel Be'er-Sheva, après une défaite 1-0, lors du troisième tour de qualification de la Ligue des champions et le changement très fréquent des dirigeants du club. Cinq personnes vont se relayer sur le banc au cours de la même saison : Marco Silva, Victor Sánchez (responsable de l’élimination de Hapoel), Paulo Bento, Vasilis Vouzas et Takis Lemonis. Le parcours de l'équipe en Ligue Europa n'a pas été aussi réussi que d'autres campagnes européennes, à commencer par une difficile victoire 3-1 (1-1 avant la prolongation) contre Arouca en séries éliminatoires, poursuivant avec la qualification de l'équipe de la phase de groupes. Deuxième derrière l'APOEL Nicosie (dans un groupe incluant également Young Boys Berne et Astana), et se terminant par une lourde défaite de 5–2 contre le Beşiktaş JK au cours des seizièmes de finale de la phase à élimination directe (le gardien Nicola Leali étant responsable de 4 des 5 buts encaissés), malgré une qualification parmi les 32 meilleures équipes grâce à une victoire de 3-0 contre Osmanlispor. Le changement fréquent de manager a également affecté la stabilité et le rythme de l'équipe lors des compétitions nationales. Premièrement, l’Olympiakós n’a pas réussi à se qualifier pour la finale de la Coupe de Grèce après avoir été évincé par l’AEK, qui a progressé sur la règle des buts à l’extérieur après un match nul 2–2. Deuxièmement, malgré le fait que les Reds ont décroché leur 44e Championnat de Grèce et leur septième consécutif pour la deuxième fois dans l’histoire du football grec, ils n’ont réussi qu’à obtenir un écart de six points (67 à 61) sur le PAOK.
Après une longue période de délibération et de recherche du manager qui serait à la tête du club au début de la saison 2017-2018, le conseil d'administration a finalement décidé de faire venir Besnik Hasi, ancien manager d'Anderlecht et du Legia Varsovie. En tant que président, Evangelos Marinakis était favorable à quelqu'un qui avait l'expérience et les compétences nécessaires pour guider l'Olympiakós à la phase de groupes de la Ligue des champions après une absence d'un an. À son arrivée, Hasi a renforcé l'équipe avec des joueurs tels que Vadis Odjidja-Ofoe, Guillaume Gillet, Mehdi Carcela, Jagoš Vuković, Björn Engels, Uroš đurđević, Emmanuel Emenike et l'international grec Panagiotis Tachtsidis. Les victoires globales sur Partizan (5–3) et Rijeka (3–1) lors des deux derniers tours qualificatifs ont assuré la présence des Reds dans le groupe D de la compétition, considérée peut-être comme la plus difficile dans l'histoire de la compétition européenne de l'Olympiakós grâce aux champions de Barcelone 2017 Juventus et Sporting CP, deux autres finalistes de la ligue, sont les adversaires. Une défaite 2–3 décourageante, avec les trois buts encaissés en première période, entre les mains du Sporting lors du premier match de la saison européenne de Thrylos , combiné à des résultats défavorables en championnat qui ont mené à une défaite de 3-2 contre l’AEK malgré 0– 2 Hasi a été renvoyé du club et remplacé par Takis Lemonis. Ce dernier a décidé de se concentrer sur le retour de l'équipe dans les compétitions nationales, à un moment où l'Olympiakós a finalement été éliminé de l'Europe avant les vacances de Noël pour la première fois en 12 ans. Après un match nul et vierge à domicile contre Barcelone et cinq défaites, les Reds n’ont réussi à acquérir qu’un seul point durant toute la phase de groupes de la Ligue des champions, ce qui est considéré comme un record national négatif pour les clubs grecs. Le record européen par une équipe grecque dans les compétitions européennes était la campagne de zéro (0) points de l'AEK dans le groupe H de la campagne 2004-2005 et du Panathinaïkós dans le groupe G de la Ligue Europa 2016-17. Même s'il était en tête de la Super League à mi-saison, Lemonis a été limogé pour cause d'instabilité des vestiaires et Óscar García a par la suite été nommé avec pour objectif d'accroître l'efficacité et la discipline dans l'attaque.
Le club remporte son 46e titre lors de la 29e journée du Championnat de Grèce de football 2020-2021.
L'année suivante, le club remporte son 47e titre.
En 2024, l'Olympiakós remporte le tout premier titre européen de son histoire avec la Ligue Europa Conférence.

## Palmarès
| Compétitions nationales | Compétitions internationales |
| - Championnat de Grèce (48) - Champion : 1931, 1933, 1934, 1936, 1937, 1938, 1947, 1948, 1951, 1954, 1955, 1956, 1957, 1958, 1959, 1966, 1967, 1973, 1974, 1975, 1980, 1981, 1982, 1983, 1987, 1997, 1998, 1999, 2000, 2001, 2002, 2003, 2005, 2006, 2007, 2008, 2009, 2011, 2012, 2013, 2014, 2015, 2016, 2017, 2020 , 2021, 2022, 2025 - Coupe de Grèce (29) - Vainqueur : 1947, 1951, 1952, 1953, 1954, 1957, 1958, 1959, 1960, 1961, 1963, 1965, 1968, 1971, 1973, 1975, 1981, 1990, 1992, 1999, 2005, 2006, 2008, 2009, 2012, 2013, 2015, 2020 et 2025. - Finaliste : 1956, 1962, 1966, 1969, 1974, 1976, 1986, 1988, 1993, 2001, 2002, 2004, 2016 et 2021. - Supercoupe de Grèce (4) - Vainqueur : 1980, 1987, 1992 et 2007. - Coupe de la Ligue grecque - Finaliste : 1990 | - Ligue des champions de l'UEFA (C1) - Meilleure performance : Quart de finaliste - 1999 - Coupe des vainqueurs de coupe (C2) - Meilleure performance : Quart de finaliste - 1993 - Coupe UEFA / Ligue Europa (C3) - Meilleure performance : Huitième de finaliste - 2005, 2012, 2017, 2020, 2021 et 2025 - Ligue Europa Conférence (C4) (1) - Vainqueur : 2024 - UEFA Youth League (1) - Vainqueur : 2024. - Coupe intercontinentale des moins de 20 ans - Finaliste : 2024 - Coupe des Balkans des clubs (1) - Vainqueur : 1963. |

## Rivalités

### Panathinaïkós
Le principal rival de l'Olympiakos est traditionnellement le club du Panathinaïkós. Les deux équipes sont celles qui enchaînent le plus de succès parmi les clubs de football grecs et leur rivalité est également symptomatique de différences sociales et culturelles entre les deux régions.
L'Olympiakos est traditionnellement considéré comme un club représentatif de la classe ouvrière de la ville portuaire du Pirée, tandis que le Panathinaïkós est considéré comme le club de la classe supérieure de la société d'Athènes. De nos jours, ces différenciations sont nettement moins marquées et les supporters des deux clubs proviennent de milieux similaires,.
Les rivalités sont si marquées que de nombreux incidents violents ont eu lieu dans la région d'Athènes avant ou après les derbies des deux équipes.
Le 29 mars 2007, lors d'un affrontement organisé par différents supporters, un supporter de 22 ans du Panathinaïkós est poignardé à mort à Paiania, une ville proche d'Athènes alors qu'un match de volleyball féminin opposant les équipes de l'Olympiakos et du Panathinaïkós devait avoir lieu ce jour-là. L'incident provoque un bouleversement majeur en Grèce et déclenche une enquête de police. Les évènements sportifs en Grèce sont suspendus pendant deux semaines.
Un derby entre les deux équipes est annulé en 2012 alors que des bombes à essence, des fusées et des missiles sont jetés sur les supporters et la police au Stade Olympique, qui prendra ensuite feu. En mars 2014, une rencontre entre les deux équipes est le théâtre d'incendies allumés par des supporters des deux camps. L'entraîneur du Panathinaïkós est laissé sur un banc de touche après avoir été frappé par un objet depuis les tribunes. La même année, après un match lors duquel l'Olympiakos l'emporte face au Panathinaïkós 1-0, le propriétaire du Panathinaïkós, Yiannis Alafouzos, fait des commentaires controversés déclarants que les arbitres ont favorisé l'Olympiakos, "incapable de gagner sans nounou".

### PAOK Salonique
Un autre concurrent majeur de l'Olympiakos est le PAOK Salonique. La rivalité entre les deux clubs remonte aux années 1960, lorsque l'Olympiakos négocie l'achat du joueur vedette du PAOK, Giorgos Koudas. Leur concurrence vient aussi de la rivalité entre Athènes–Le Pirée et Thessalonique, les deux plus grandes agglomérations du pays.

## Personnalités du club

### Effectif professionnel actuel
Le premier tableau liste l'effectif professionnel de l'Olympiakós pour la saison 2024-2025. Le second recense les prêts effectués par le club lors de cette même saison.
En grisé, les sélections de joueurs internationaux chez les jeunes mais n'ayant jamais été appelés aux échelons supérieurs une fois l'âge-limite dépassé ou les joueurs ayant pris leur retraite internationale.

### Joueurs emblématiques
- Alexandros Alexandris
- Níkos Anastópoulos
- Paraskevás Ántzas
- Níkos Dabízas
- Georgios Delikaris
- Dimítrios Eleftherópoulos
- Konstantinos Fortounis
- Máik Galákos
- Minas Hantzidis
- José Holebas
- Pantelís Kafés
- Kyriákos Karataïdis
- Savvas Kofidis
- Takis Lemonis
- Kostas Manolas
- Kóstas Mítroglou
- Tásos Mitrópoulos
- Antónios Nikopolídis
- Tásos Pántos
- Avraám Papadópoulos
- Sokratis Papastathopoulos
- Chrístos Patsatzóglou
- Nikos Sarganis
- George Sideris
- Ieroklís Stoltídis
- Vasílis Torosídis
- Panagiotis Tsalouchidis
- Níkos Tsiantákis
- Kóstas Tsimíkas
- Stélios Venetídis
- Stélios Yannakópoulos
- Djamel Abdoun
- Rafik Djebbour
- Marko Marin
- Fernando Belluschi
- Esteban Cambiasso
- Luciano Galletti
- Ariel Ibagaza
- Javier Saviola
- Gabriel Schürrer
- Chris Kalantzis
- Guillaume Gillet
- Kevin Mirallas
- Dudu Cearense
- Edu Dracena
- Felipe Santana
- Giovanni
- Júlio César
- Rafinha
- Rivaldo
- Tiquinho Soares
- Zé Elias
- Jean II Makoun
- Fabián Estay
- Jorge Bermúdez
- Delvin Ndinga
- Joel Campbell
- Yaya Touré
- Siniša Gogić
- Michális Konstantínou
- Ioánnis Okkás
- Tomáš Vaclík
- Matt Derbyshire
- Ahmed Hassan
- Éric Abidal
- Romain Arghirudis
- Christian Karembeu
- François Modesto
- Yann M'Vila
- Yves Triantafilos
- Mathieu Valbuena
- Rémy Cabella
- Mohamed Mady Camara
- Lajos Détári
- Enzo Maresca
- Youssef El-Arabi
- Ayoub El Kaabi
- Jaouad Zaïri
- Nery Castillo
- Stevan Jovetić
- Ibrahim Afellay
- Nelson Haedo Valdez
- Andrzej Juskowiak
- Michał Żewłakow
- Daniel Podence
- Gelson Martins
- José Sá
- Rúben Semedo
- Cédric Bakambu
- Yuri Savichev
- Predrag Đorđević
- Ljubomir Fejsa
- Darko Kovačević
- Marko Pantelić
- Ilija Ivić
- Vladimír Weiss
- Zlatko Zahovič
- Vicente Iborra
- Iván Marcano
- Albert Riera
- Thomas Ahlström
- Jimmy Durmaz
- Olof Mellberg
- Pär Zetterberg
- Mathieu Dossevi
- Hennadyy Litovchenko
- Oleh Protasov
- Julio Losanta
- Milton Viera
- Yassine Meriah

### Entraîneurs
Les entraîneurs de l'Olympiakos depuis sa fondation jusqu'à aujourd'hui ,,
| Dates                                 | Nom                            | Nationalité                                                   |
| ------------------------------------- | ------------------------------ | ------------------------------------------------------------- |
| février 2024-                         | José Luis Mendilibar           |                                                               |
| décembre 2023-février 2024            | Carlos Carvalhal               |                                                               |
| juillet 2023-décembre 2023            | Diego Martínez Penas           |                                                               |
| mars 2023-mai 2023                    | José Anigo                     |                                                               |
| septembre 2022-mars 2023              | Míchel                         |                                                               |
| août 2022-septembre 2022              | Carlos Corberán                |                                                               |
| juillet 2018-août 2022                | Pedro Martins                  |                                                               |
| avril 2018-juin 2018                  | Chrístos Kóntis                |                                                               |
| janvier 2018-avril 2018               | Óscar García                   |                                                               |
| janvier 2018 (intérim)                | Chrístos Kóntis                |                                                               |
| septembre 2017-janvier 2018           | Takis Lemonis                  |                                                               |
| juin 2017-septembre 2017              | Besnik Hasi                    |                                                               |
| mars 2017-mai 2017                    | Takis Lemonis                  |                                                               |
| mars 2017 (intérim)                   | Vasilis Vouzas                 |                                                               |
| août 2016-mars 2017                   | Paulo Jorge Gomes Bento        |                                                               |
| juin 2015-août 2016                   | Víctor Sánchez del Amo         |                                                               |
| juillet 2015-juin 2016                | Marco Silva                    | Drapeau du Portugal                                           |
| janvier 2015-juin 2015                | Vítor Pereira                  | Drapeau du Portugal                                           |
| janvier 2015 (intérim)                | Antónios Nikopolídis           | Drapeau de la Grèce                                           |
| février 2013-janvier 2015             | Míchel                         |                                                               |
| janvier 2013-février 2013 (intérim)   | Antónios Nikopolídis           | Drapeau de la Grèce                                           |
| juin 2012-janvier 2013                | Leonardo Jardim                | Drapeau du Portugal                                           |
| août 2010-mai 2012                    | Ernesto Valverde               | Drapeau de l'Espagne                                          |
| juin 2010-août 2010                   | Ewald Lienen                   | Drapeau de l'Allemagne                                        |
| janvier 2010-juin 2010                | Božidar Bandović (en)          | Drapeau de la Serbie                                          |
| septembre 2009-janvier 2010           | Zico                           | Drapeau du Brésil                                             |
| septembre 2009 (intérim)              | Božidar Bandović (en)          | Drapeau de la Serbie                                          |
| mai 2009-septembre 2009               | Temuri Ketsbaia                | Drapeau de la Géorgie                                         |
| juin 2008-mai 2009                    | Ernesto Valverde               | Drapeau de l'Espagne                                          |
| mars 2008-mai 2008                    | José Segura                    | Drapeau de l'Espagne                                          |
| décembre 2006-mars 2008               | Takis Lemonis                  | Drapeau de la Grèce                                           |
| juillet 2005-décembre 2006            | Trond Sollied                  | Drapeau de la Norvège                                         |
| juin 2004-juin 2005                   | Dušan Bajević                  | Drapeau de la Serbie                                          |
| mars 2004-mai 2004                    | Nikos Alefantos (en)           | Drapeau de la Grèce                                           |
| mars 2004 (intérim)                   | Siniša Gogić                   | Drapeau de la Serbie · Drapeau de Chypre                      |
| février 2003-mars 2004                | Oleg Protasov                  | Drapeau de l'Ukraine                                          |
| novembre 2002-février 2003            | Srečko Katanec                 | Drapeau de la Slovénie                                        |
| octobre 2002 (intérim)                | Giannis Kollias                | Drapeau de la Grèce                                           |
| novembre 2000-octobre 2002            | Takis Lemonis                  | Drapeau de la Grèce                                           |
| avril 2000-novembre 2000              | Yiannis Matzourakis            | Drapeau de la Grèce · Drapeau de la Roumanie                  |
| novembre 1996-avril 2000              | Alberto Bigon                  | Drapeau de l'Italie                                           |
| juin 1996-novembre 1999               | Dušan Bajević                  | Drapeau de Serbie-et-Monténégro                               |
| janvier 1996-juin 1996                | Takis Persias                  | Drapeau de la Grèce                                           |
| juillet 1995-janvier 1996             | Stavros Diamantopoulos         | Drapeau de la Grèce                                           |
| octobre 1994-juillet 1995             | Thijs Libregts                 | Drapeau des Pays-Bas                                          |
| septembre 1994-octobre 1994 (intérim) | Nikos Gioutsos                 | Drapeau de la Grèce                                           |
| janvier 1994-septembre 1994           | Nikos Alefantos                | Drapeau de la Grèce                                           |
| novembre 1993-janvier 1994            | Kostas Polychroniou            | Drapeau de la Grèce                                           |
| février 1993-novembre 1993            | Ljupko Petrović                | Drapeau de Serbie-et-Monténégro                               |
| janvier 1993 (intérim)                | Apostolos Filis                | Drapeau de la Grèce                                           |
| janvier 1993 (intérim)                | Antonis Georgiadis             | Drapeau de la Grèce                                           |
| juin 1990-janvier 1993                | Oleg Blokhine                  | Drapeau de l'Ukraine                                          |
| septembre 1989-mai 1990               | Imre Komora                    | Drapeau de la Hongrie                                         |
| juin 1989-septembre 1989              | Miltos Papapostolou            | Drapeau de la Grèce                                           |
| mars 1989-mai 1989                    | Giánnis Goúnaris               | Drapeau de la Grèce                                           |
| mars 1989 (intérim)                   | Giorgos Papamalis              | Drapeau de la Grèce                                           |
| juin 1988-mars 1989                   | Jacek Gmoch                    | Drapeau de la Pologne                                         |
| février 1988-mai 1988                 | Pavlos Grigoriadis             | Drapeau de la Grèce                                           |
| décembre 1987-février 1988            | Thijs Libregts                 | Drapeau des Pays-Bas                                          |
| novembre 1987-décembre 1987           | Pavlos Grigoriadis             | Drapeau de la Grèce                                           |
| octobre 1986-novembre 1987            | Alkétas Panagoúlias            | Drapeau de la Grèce                                           |
| juin 1985-octobre 1986                | Antonis Georgiadis             | Drapeau de la Grèce                                           |
| avril 1985-juin 1985                  | Thanasis Bebis                 | Drapeau de la Grèce                                           |
| juin 1984-avril 1985                  | Georg Keßler                   |                                                               |
| mars 1984-mai 1984 (intérim)          | Thanasis Bebis                 | Drapeau de la Grèce                                           |
| décembre 1983-mars 1984               | Nikos Alefantos                | Drapeau de la Grèce                                           |
| novembre 1983 (intérim)               | Thanasis Bebis                 | Drapeau de la Grèce                                           |
| juillet 1983-novembre 1983            | Heinz Höher                    |                                                               |
| février 1983-juin 1983                | Kazimierz Górski               | Drapeau de la Pologne                                         |
| décembre 1981-février 1983            | Alkétas Panagoúlias            | Drapeau de la Grèce                                           |
| juillet 1981-décembre 1981            | Helmut Senekowitsch            | Drapeau de l'Autriche                                         |
| février 1980-juin 1981                | Kazimierz Górski               | Drapeau de la Pologne                                         |
| juillet 1977-février 1980             | Todor Veselinović              | Drapeau de la République fédérative socialiste de Yougoslavie |
| juin 1975-mai 1977                    | Les Shannon                    |                                                               |
| janvier 1976-mai 1976                 | Giorgos Darivas                |                                                               |
| juin 1975-janvier 1976                | Vic Buckingham                 |                                                               |
| avril 1975-juin 1975                  | Giorgos Darivas                |                                                               |
| juillet 1972-avril 1975               | Lákis Petrópoulos              |                                                               |
| juin 1971-juillet 1972                | Alan Ashman                    |                                                               |
| juin 1971-juillet 1971                | Lákis Petrópoulos              | Drapeau de la Grèce                                           |
| avril 1971-juin 1971                  | Giorgos Darivas                | Drapeau de la Grèce                                           |
| août 1970-mars 1971                   | Dan Georgiádis                 | Drapeau de la Grèce                                           |
| mai 1970-juin 1970                    | Ilias Yfantis                  | Drapeau de la Grèce                                           |
| juillet 1969-avril 1970               | Stjepan Bobek                  | Drapeau de la République fédérative socialiste de Yougoslavie |
| avril 1969-juin 1969                  | Thanasis Bebis                 | Drapeau de la Grèce                                           |
| juillet 1968-avril 1969               | Ljubiša Spajić                 | Drapeau de la République fédérative socialiste de Yougoslavie |
| décembre 1967-juillet 1968            | Soulis Kinley                  | Drapeau de la Grèce                                           |
| juillet 1965-décembre 1967            | Márton Bukovi                  |                                                               |
| juillet 1964-juin 1965                | Nándor Cserna                  |                                                               |
| juillet 1963-juin 1964                | András Dolgos                  |                                                               |
| 1962-1963                             | Giannis Helmis                 | Drapeau de la Grèce                                           |
| 1962-1962                             | Alekos Chatzistavridis         | Drapeau de la Grèce                                           |
| 1960-1962                             | Kiril Simonovski               |                                                               |
| 1958-avril 1960                       | Bruno Vale                     |                                                               |
| 1957-1958                             | Tibor Kemény                   |                                                               |
| 1956-1957                             | Prvoslav Dragićević            |                                                               |
| 1956-1956                             | Vangelis Helmis Giannis Helmis | Drapeau de la Grèce · Drapeau de la Grèce                     |
| 1955-1955                             | Kostas Negrepontis             | Drapeau de la Grèce                                           |
| 1954-1955                             | Theologos Symeonidis           | Drapeau de la Grèce                                           |
| 1950-1954                             | Vangelis Helmis Giannis Helmis | Drapeau de la Grèce · Drapeau de la Grèce                     |
| 1948-1950                             | Theologos Symeonidis           | Drapeau de la Grèce                                           |
| 1945-1947                             | Themos Asderis                 | Drapeau de la Grèce                                           |
| 1938-1939                             | Tibor Esser                    |                                                               |
| 1937-1938                             | Peter Lantz                    |                                                               |
| 1936-1937                             | Jan Kopřiva                    |                                                               |
| 1935-1936                             | Nikos Panopoulos               | Drapeau de la Grèce                                           |
| 1934-1935                             | Peter Pispaloou                |                                                               |
| 1933-1934                             | Josef Kovacs                   |                                                               |
| 1932-1933                             | Tibor Esser                    |                                                               |
| 1930-1932                             | Josef Kovacs                   |                                                               |
| 1927-1930                             | Jan Kopřiva                    |                                                               |
| 1925-1927                             | Yiannis Andrianopoulos         | Drapeau de la Grèce                                           |

### Présidents
| Président              | Période                         |
| ---------------------- | ------------------------------- |
| Michalis Manouskos     | 1925-1928, 1937-1939, 1945-1950 |
| Thanassis Mermingas    | 1929-1931, 1953-1954            |
| Takis Zakkas           | 1931, 1936                      |
| Giannis Andrianopoulos | 1932, 1933-1935                 |
| Giannis Barbaressos    | 1946-                           |
| Giorgos Andrianopoulos | 1954-1967                       |
| Kostas Bousakis        | 1967-1969                       |
| Tassos Ikonomou        | 1969-1970                       |
| Eftichios Goumas       | 1970-1971                       |
| Aristidis Skilitsis    | 1971                            |
| Dimitris Vardanis      | 1971-1972                       |
| Nikolaos Goulandris    | 1972-1975                       |
| Kostas Thanopoulos     | 1975, 1976-1978                 |
| Periklis Lanaras       | 1975                            |
| Iraklis Tsitsalis      | 1978-1979                       |
| Stavros Daifas         | 1979-1985, 1986, 1992-1994      |
| Nikos Efthimiou        | 1986                            |
| Giorgos Koskotas       | 1987-1988                       |
| Argiris Saliarelis     | 1988-1992                       |
| Giorgos Banasakis      | 1992                            |
| Sokratis Kokkalis      | 1993-2010                       |
| Evángelos Marinákis    | 2011-                           |

## Identité visuelle

### Historique du logo

Ancien logo
Ancien logo
Ancien logo
Ancien logo
Logo actuel
Logo actuel (100 ans)

### Maillots historiques
| 1971 | 1978 | 1979 | 1985 | 2008 |